# Zona de Asentamiento

Mapa de la Zona de Asentamiento, con los porcentajes de población judía, 1905

La Zona de Asentamiento o Zona de Residencia (en ruso: Черта оседлости, romanizado: chertá osédlosti, que también puede traducirse como 'empalizada de asentamiento', derivado del concepto cercado o empalizada como 'zona fronteriza') fue la región fronteriza occidental del Imperio ruso donde el asentamiento de judíos estaba permitido, extendiéndose la jurisdicción de la zona a lo largo de la frontera con Europa Central.
Cubriendo el 20 % del territorio de la Rusia europea, la Zona de Residencia corresponde a las fronteras históricas de la República de las Dos Naciones e incluye lo que hoy en día es Bielorrusia, Lituania, Moldavia, Polonia, Ucrania y la parte occidental de Rusia. Además, varias ciudades dentro de la Zona de Residencia estaban excluidas. A un número de judíos cualificados se les permitía vivir fuera de ella.

## Historia
La Zona de Residencia fue definida por Catalina la Grande en 1791-1794, después de intentos fallidos de sus predecesores, como el de la zarina Isabel I, para expulsar a los judíos de Rusia si no se convertían a la ortodoxia rusa. Existe un debate sobre la continuidad entre los decretos de 1791 y 1794. De acuerdo con el historiador Richard Pipes:

El 23 de diciembre de 1791, un decreto del Gobierno imperial (PSZ, n.º 27006) rechazó como infundada la protesta de los comerciantes judíos, enviada en septiembre de 1790, de que les había sido denegado impropiamente el derecho a registrarse en las comunidades urbanas de Smolensk y Moscú. Los historiadores ven esta norma como una repentina reversión de prácticas previas y el comienzo de la Zona de Asentamiento. […]
 Para empezar, debe tenerse en mente que en el período que nos ocupa ningún grupo social en Rusia excepto los nobles (dvorianstvo) disfrutaba del derecho de «libertad de movimiento», e incluso ellos se habían asegurado este derecho simplemente seis años antes, en el Fuero de la Nobleza [1785]. […] Y hablando de manera más amplia, ningún estamento en la Rusia del siglo xviii (de nuevo exceptuando la nobleza posterior a 1785) poseía libertades o derechos generalizados […]. En Rusia, los derechos y libertades, tales como eran, venían por favor real y estaban ligados a deberes asumidos en nombre del Estado: eran concedidos invariablemente a individuos específicos y por períodos de tiempo limitados (nunca en posesión hereditaria). […] Por tanto, la Corona no tenía ninguna necesidad legalmente de limitar el «derecho» de personas o grupos, como los judíos, de hacer nada, como moverse libremente a lo largo del Imperio.

Así, habría sido el edicto de 1794 el que delimitó una zona de asentamiento judío y no al restringirla, sino al ampliarla. En cualquier caso, mediante ese Ucase de 23 de junio de 1794, Catalina II definió formalmente los territorios abiertos para los judíos.
Las principales razones para su creación fueron políticas. Por un lado, mientras que la sociedad rusa tradicional se había dividido en nobles, siervos y clérigos, el progreso industrial hizo que emergiera la clase media, que fue rápidamente constituida por los judíos, que no pertenecían a ninguna de las clases anteriores. Limitando el área de residencia, el poder imperial intentó asegurarse el crecimiento de una clase media no judía. Por otro lado, el temor a las influencias revolucionarias vinculadas a esos grupos medios llevó a endurecer la legislación y la actuación en pro de la seguridad imperial.
La institución de la Zona de Residencia cobró especial importancia para las autoridades rusas después de la segunda partición de Polonia en 1793. Hasta ese momento la población judía estaba limitada, pero la anexión de los territorios polaco-lituanos incrementó sustancialmente la población judía. En su punto culminante, la Zona de Residencia, incluyendo los nuevos territorios polacos y lituanos, tenía una población judía de más de 5 millones, que representaba el mayor componente (40 %) de judíos del mundo en ese momento.
Entre 1791 y 1917, periodo en que la Zona de Residencia existió, hubo varias reconfiguraciones de fronteras, por lo que ciertas áreas fueron abiertas y cerradas para el asentamiento judío, como el Cáucaso. Asimismo, a los judíos se les prohibió vivir en comunidades agrícolas (así como en Kiev, Sebastopol y Yalta) y fueron forzados a vivir en pequeños pueblos de provincias, realizando la construcción de shtetls (del yidis שטעטל shtetl ‘poblado’). Mercaderes judíos del primer gremio, gente con educación superior, artesanos, soldados (repartidos de acuerdo con la Carta de Reclutamiento de 1810) y sus descendientes tenían derecho a vivir fuera de la Zona de Residencia. En algunos periodos, se dieron dispensas especiales a judíos para vivir en las grandes ciudades imperiales, pero estas fueron escasas y algunos miles de judíos fueron expulsados a la Zona de Residencia desde San Petersburgo y Moscú a finales de 1891.
Durante la Segunda Guerra Mundial, toda el área de la antigua Zona de Residencia estuvo bajo el dominio de la Alemania nazi en el Frente Oriental, con el resultado de lugares de exterminio masivo por parte de los Einsatzgruppen en uno de los grandes planes operativos de exterminio sistemático de judíos, como parte del Holocausto. Esto llevó a la casi desaparición de la vida judía en el área donde antes estuvo la mayor concentración de judíos.

## La vida en la Zona de Residencia

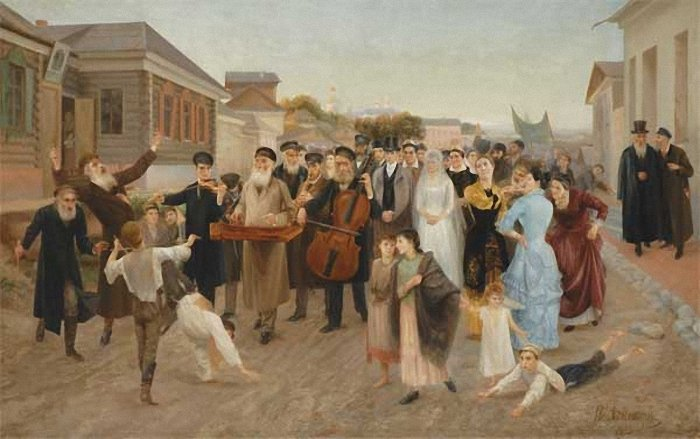
Isaac Asknaziy, Boda judía, 1893. Tiene lugar en un shtetl de la Zona de Asentamiento; la pareja es precedida y acompañada por una banda de músicos judíos que tocan klezmer

La vida en los shtetls de la Zona de Residencia era muy dura y golpeada por la pobreza. Un sistema sofisticado de organizaciones voluntarias de bienestar social judías se desarrolló para satisfacer las necesidades de la población, siguiendo el concepto tradicional judío de la tzedaká. Diversas organizaciones proporcionaban vestido a los estudiantes pobres, proveían de comida kosher a los soldados judíos reclutados por el Ejército imperial, proporcionaban tratamiento médico gratuito a los pobres, concedían dotes y ajuar a las novias pobres, y otorgaban educación técnica a los huérfanos. De acuerdo con el Atlas de historia judía de Martin Gilbert, ninguna provincia en la Zona de Residencia tenía menos de un 14 % de pobres; los judíos lituanos y ucranianos constituían el 22 % de la población pobre.
Debido a su concentración en la Zona de Residencia, los judíos eran objetivos más fáciles para los pogromos. Esto, junto con las represivas y discriminatorias leyes de mayo, en muchos casos devastó comunidades enteras. Aunque los pogromos ocurrieron durante toda la existencia de la Zona de Residencia, los más graves sucedieron de 1881 a 1883 y de 1903 a 1906, que afectaron a cientos de comunidades; por ellos murieron miles de judíos y causaron cientos de miles de rublos en daños a la propiedad.

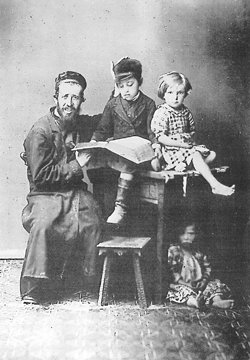
Un melamed o maestro judío del en un jéder, en Podolia (s. f.). El jéder era una escuela de una sola aula donde entre diez y quince niños estudiaban la Biblia y el Talmud.

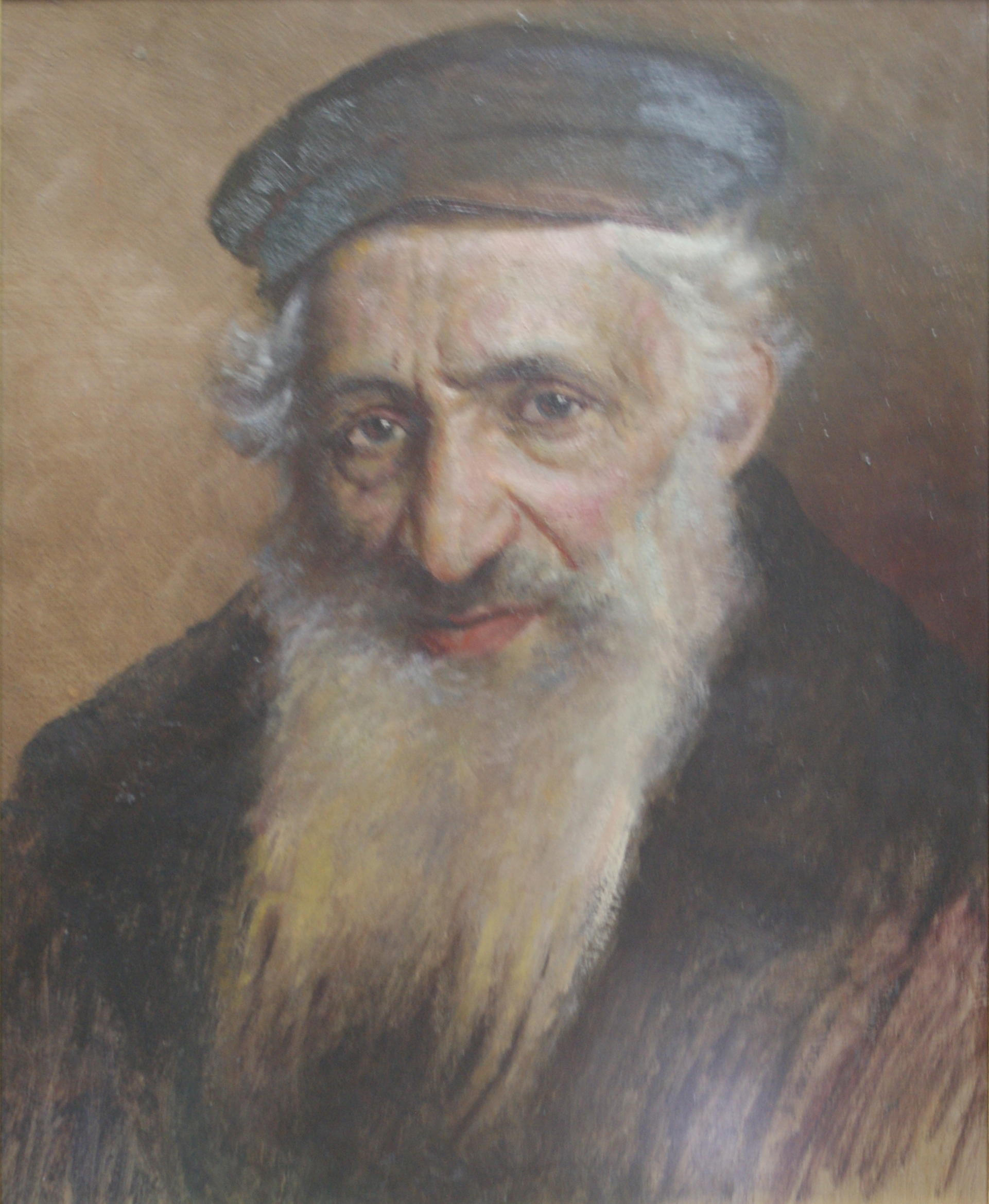
Yehuda Pen, Retrato de hombre del shtetl, Bielorrusia, 1890-95

Un efecto positivo de la concentración de judíos en el área circunscrita fue el desarrollo del sistema de yeshivá. Hasta principios del siglo xix cada pueblo mantenía a sus propios estudiantes avanzados, que aprendían en la sinagoga local con dirección rabínica de la comunidad. Cada estudiante tomaba sus comidas en diferentes casas cada día, un sistema conocido como essen teg (‘días de comida’). Existía una cuota judía para la educación: desde 1886 el porcentaje de estudiantes judíos no podía superar el 10 % dentro de la Zona de Residencia, el 5 % fuera de ella y el 3 % en las capitales (Moscú, San Petersburgo y Kiev). Las cuotas en las capitales se incrementó ligeramente en 1908 y 1915.
A pesar de las difíciles condiciones de vida y trabajo de la población judía, las cortes de dinastías hasídicas florecieron en la Zona de Residencia. Rabinos como el rabino de Gerrer, Yehudah Aryeh Leib Alter (conocido como el Sfas Emes), el rabino de Chernóbil y el rabino de Vínnitsa tenían tantos seguidores que los minyanim (plural del sustantivo minyán, la práctica judía de oración en grupo de diez personas o más) se hacían en las propias casas de estos.
Los problemas de la vida judía en la Zona de Residencia fueron inmortalizados por escritores yidis, como el humorista Sholem Aleijem, cuyas historias de Tevye der Milchiger (Tevie el Lechero) en el shtetl de ficción de Anatevka fueron la base para el musical El violinista en el tejado. Debido a las duras condiciones de la vida diaria en la Zona de Residencia, alrededor de dos millones de judíos, principalmente no religiosos, emigraron a América, en particular a los Estados Unidos. Sin embargo, este éxodo no afectó a la estabilidad de la población judía en la Zona de Residencia, que permaneció en 5 millones debido al alto índice de natalidad.
Durante la Primera Guerra Mundial, la Zona de Residencia perdió el rígido control de la población judía cuando un gran número de judíos huyeron al interior de Rusia escapando del ejército invasor alemán. 
El 20 de marzo de 1917, la Zona de Residencia fue abolida por el decreto del Gobierno Provisional Ruso, titulado «En abolición de restricciones nacionales y confesionales». Una buena parte de la Zona de Residencia, junto con su población judía, pasó a ser parte de Polonia. La Revolución bolchevique y las guerras de 1918 a 1920 también tuvieron como resultado muchos pogromos y excesos militares; sobre 1.236 de ellos en Ucrania a lo largo de los cuales se calcula que fueron asesinados 200.000 judíos.

## Territorios de la Zona de Residencia
La Zona de Residencia incluyó las siguientes áreas:

### 1791
En el ukaz (forma legislativa) de Catalina II de Rusia, del 23 de diciembre de 1791: 
- Bielorrusia:
  - Gobernación de Maguilov
  - Gobernación de Polotsk (luego reorganizada dentro de la gobernación de Vítebsk)
- Nueva Rusia (Novorossiya):
  - El naméstnichestvo (Virreinato) de Yekaterinoslav
  - El óblast de Táurida (Crimea)

### 1794
Después de la segunda partición de Polonia, en el ukaz del 23 de junio de 1794, se añadieron más áreas:
- Gobernación de Minsk
- Gobernación de Maguilov
- Gobernación de Polotsk
- Rusia Menor (Malarrossiya):
  - la mayor parte de la Gobernación de Kiev
  - Volinia (gobernación de Iziaslav)
  - Podolia (gobernación de Brátslav)
- Gobernación de Chernígov
- Gobernación de Nóvgorod-Síversky (luego convertida en gobernación de Poltava)

### 1795
Después de la tercera partición de Polonia se añadieron las siguientes áreas:
- Gobernación de Vilna
- Gobernación de Grodno

### 1805-1835
La Zona de Residencia gradualmente asimila:
- Las gobernaciones de Lituania
- El krai del sudoeste
- Bielorrusia sin las áreas rurales
- Rusia Menor sin las áreas rurales
- Gobernación de Chernígov
- Nueva Rusia sin Nikoláiev y Sebastopol
- Gobernación de Kiev sin la propia ciudad de Kiev
- Las gobernaciones bálticas se cierran para nuevas llegadas de judíos
- Polonia del Congreso (zona de Polonia bajo el Imperio ruso)

Las áreas rurales a 50 verstas de la frontera occidental están cerradas a nuevos asentamientos.

### Final
- Gobernación de Chernígov (algunas partes de la misma están ahora en el óblast de Briansk)
- Gobernación de Poltava
- Gobernación de Táurida (Crimea)
- Gobernación de Jersón
- Gobernación de Besarabia
- Uyezd de Vélizh (hoy parte del óblast de Smolensk)
- El krai del Noroeste (toda Lituania y Bielorrusia)
  - Gobernación de Vilna
  - Gobernación de Kovno
  - Gobernación de Grodno
  - Gobernación de Minsk
  - Gobernación de Moguilev
  - Gobernación de Vítebsk (algunas partes están hoy en el Óblast de Pskov)
- Krai del Sudoeste (parte ahora en Ucrania)
  - Gobernación de Kiev
  - Gobernación de Volinia
  - Gobernación de Podolia
- Gobernaciones de Polonia (Polonia del Congreso)
  - Gobernación de Varsovia (entre 1837 y 1844, gobernación de Mazovia)
  - Gobernación de Lublin
  - Gobernación de Plock
  - Gobernación de Kalisz
  - Gobernación de Piotrków
  - Gobernación de Kielce (entre 1837 y 1844, gobernación de Cracovia)
  - Gobernación de Radom
  - Gobernación de Siedlce (entre 1837 y 1844, gobernación de Podliasia)
  - Gobernación de Augustów (1837-1867), dividida en:
    - Gobernación de Suwałki
    - Gobernación de Łomża

En 1882 se prohíbe a los judíos asentarse en las áreas rurales.
Las siguientes ciudades dentro de la Zona de Residencia estaban excluidas:
- Kiev (en el ukaz de 2 de diciembre de 1827: expulsión de los judíos de Kiev)
- Nikoláiev
- Sebastopol
- Yalta